# Artenschutz-, Forschungs- und Fledermauszentrum Billmuthausen

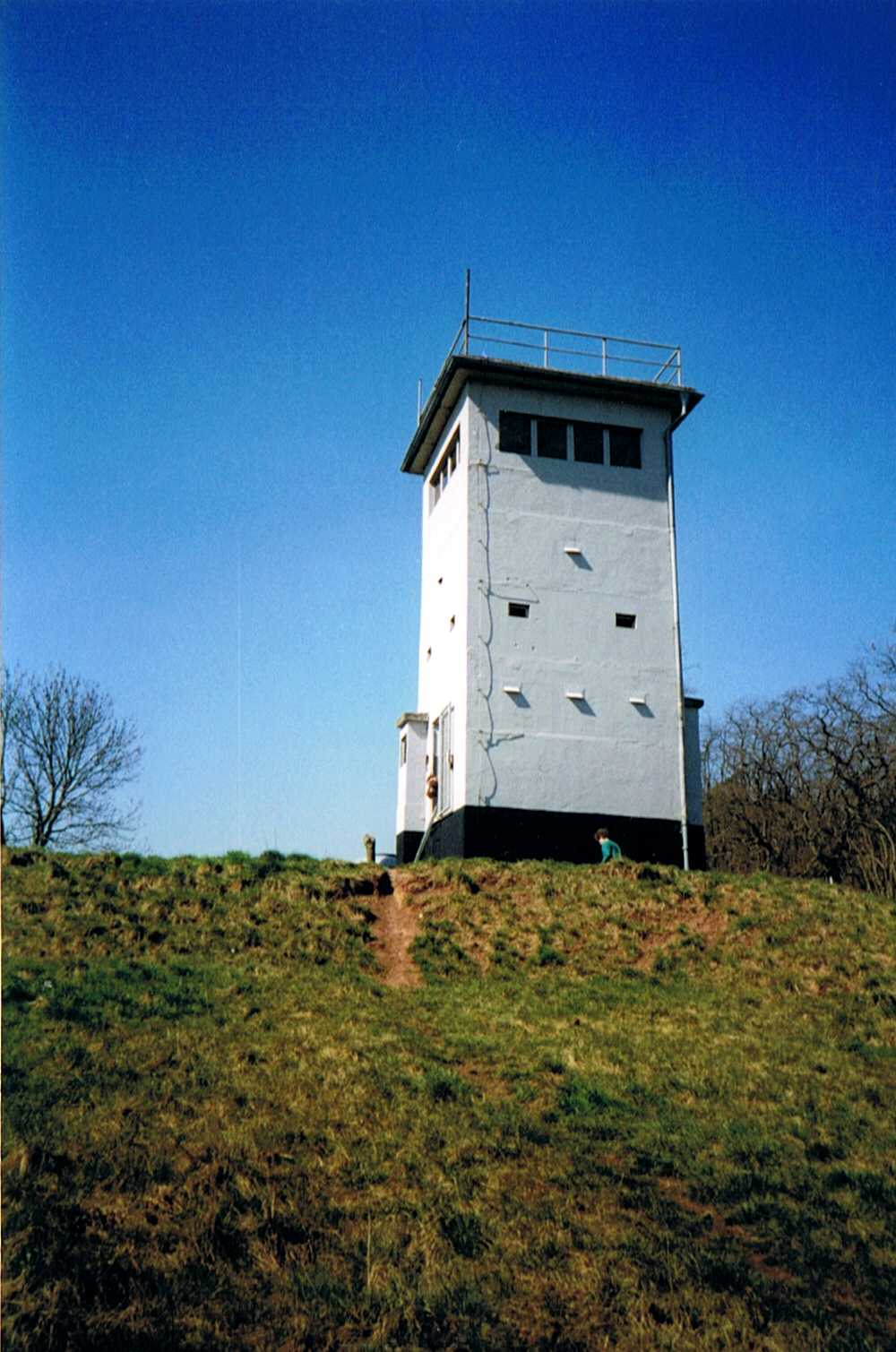
Fledermauszentrum

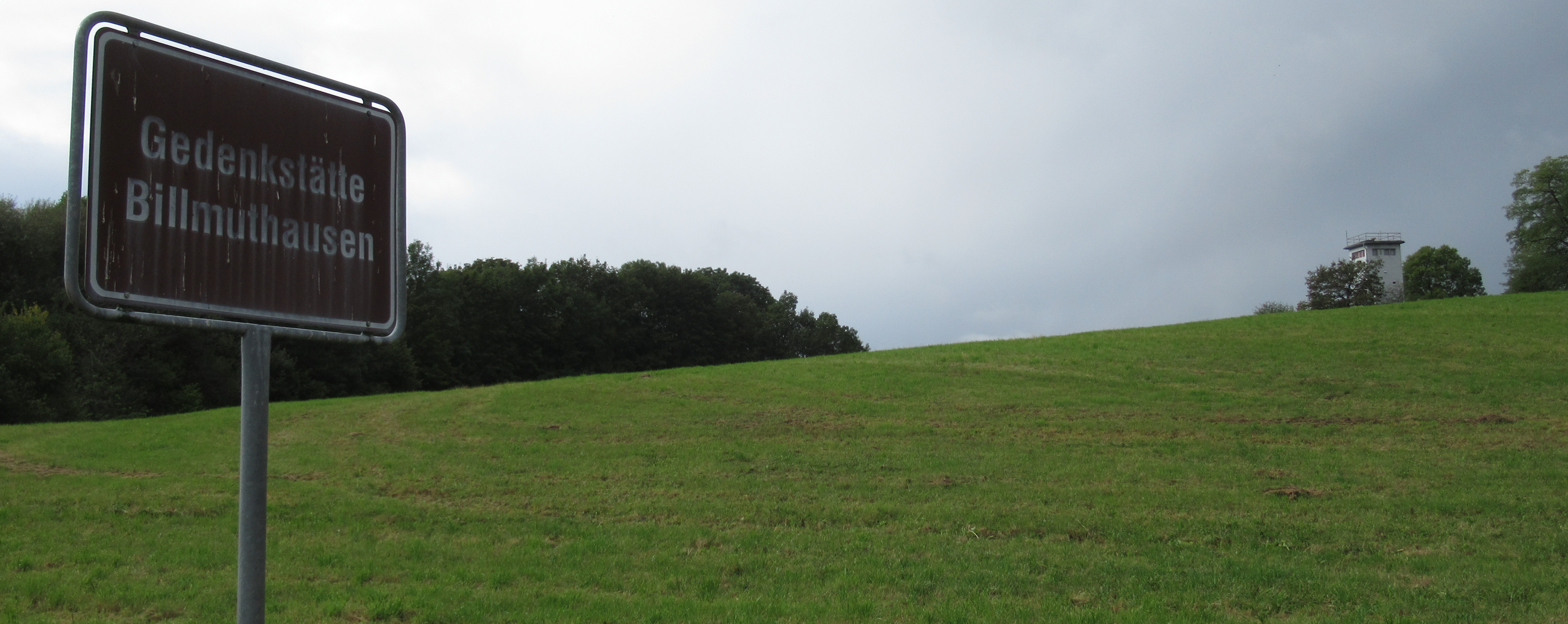
tura vido disde la vojo el la direkto de Bavarujo

Das Artenschutz-, Forschungs- und Fledermauszentrum bei Heldburg – Billmuthausen befindet sich in einem ehemaligen Grenzturm der DDR-Grenzsicherung.
Baulich handelt es sich um einen Führungsturm (Kommandeur Führungsstelle), diese wurde bis 1989/1990 von den Grenztruppen der DDR genutzt.
Heute befinden sich im Innen- und Außenbereich Nisthilfen, Überwinterungskästen und weitere nützliche Relikte für Greife, Turmfalken, zahlreiche Fledermausarten sowie Kleinstlebewesen. Der Grenzturm wurde im Jahr 2004 als Kulturdenkmal des Freistaates Thüringen unter staatlichen Denkmalschutz gestellt. Ebenfalls im Jahr 2004 erfolgte die Anerkennung als fledermausfreundliche Zone, die Plakette des Thüringer Ministeriums für Landwirtschaft, Naturschutz und Umwelt wurde zuerkannt. Das Artenschutz-, Forschungs- und Fledermauszentrum ist über die Erlebnisstraße der deutschen Einheit zu erreichen.

## Geschichte
Der Grenzturm auf dem Finkenberg in der Gemarkung Billmuthausen diente dem DDR-Grenzregiment 9 bis 1990 im Grenzabschnitt 48 als Führungsstelle 3. Das nahegelegene Dorf Billmuthausen ist wegen seiner das Grenzregime störenden Lage im Grenzgebiet 1978 endgültig zerstört worden, nachdem die Einwohner vertrieben wurden. An Stelle des Dorfes befindet sich heute die Gedenkstätte Billmuthausen.
Der Turm ist rund 10 m hoch und wurde im Jahre 1972 erbaut. Bei den Räumarbeiten der Grenzbefestigungsanlagen der DDR wurde der Turm vermutlich übersehen und fiel in den Folgejahren wüst. Im Jahr 2002 kaufte die Familie Elke, Andreas und Manuel Erhard den Turm mit Umland. Da der Turm in den 1990er Jahren starken Vandalismus ausgesetzt war, konnte der Innenbereich nicht mehr original erhalten werden. Nach umfänglicher Renovierung und Sanierung durch Familie Erhard wurde der Grenzturm als Nistplatz für Greifvögel und fledermausgerecht eingerichtet. Außerdem wurde er den Denkmalschutzbehörden zur Eintragung vorgetragen. Das Anliegen der Initiatoren ist es, diese denkmalgeschützte Grenzanlage mit dem Tier- und Naturschutz zu verbinden. Heute dient die gesamte Anlage der Fledermaus- und Artenforschung in Trägerschaft des Deutschen Kuratoriums zur Förderung von Wissenschaft, Bildung und Kultur e.V.